# 미노베 다쓰키치
미노베 다쓰키치(일본어: 美濃部達吉, 1873년 5월 7일~1948년 5월 23일)는 일본의 헌법학자이다. 천황기관설로 잘 알려져 있다. 부인은 수학자인 기쿠치 다이로쿠의 장녀인 미노베 다미코이며, 장남 미노베 료키치는 도쿄도지사를 지냈다.

## 약력
효고현에서 한방의사였던 미노베 슈호(美濃部秀芳)의 차남으로 태어났다. 도쿄제국대학에 입학하여 천황기관설을 주창했던 잇키 기토쿠로의 제자로 지내다가 졸업했다. 내무성에서 근무하다가 1899년에 독일과 프랑스, 영국 등으로 유학을 다녀온 뒤, 1900년에 도쿄제국대학의 동교수가 되었다. 1902년에는 교수가 되었다. 이때의 제자로 공법학자 다가미 조지가 있다.
1912년에 발표한 《헌법강화》(憲法講話)에서는, 천황은 국가의 최고기관으로 있다고 하는 독일의 게오르그 옐리네크(Georg Jellinek)의 국가법인설에 근거한 천황기관설을 발표했다. 이후 호즈미 야쓰카의 후계자로 도쿄제국대학 교수로 취임하고, 천황주권설을 주장한 우에스기 신키치와 논쟁을 전개했다. 이즈음 천황기관설은 학계와 정계 등에서 통설로 받아들여지면서, 국가공인의 학설처럼 되어갔다.
1932년에는 학사원 대표의 칙선의원으로, 귀족원 의원이 되었다.
1934년에 국체명징운동이 일어나면서, 천황기관설이 배격되기 시작하였다. 1935년의 귀족원 본회의에서 기쿠치 다케오 의원이 천황기관설을 배격하는 내용의 연설을 하자, 군부나 우익 등에서 천황기관설과 미노베 다쓰키치에 대한 배격이 격화되었다. 이에 대해 미노베는 ‘일신상의 변명’ 이라 불리는 해명을 했지만, 저서는 발행금지 처분을 당했고, 불경죄 의혹으로 조사를 받아, 귀족원 의원을 사퇴하게 되었다(천황기관설 사건). 천황주권을 외친 우에스기 신기치는 1929년에 사망했지만, 국체명징성명 등을 통해 천황기관설 대신 천황주권설이 공인되었다. 미노베는 1936년, 천황기관설 사건에 분개한 우익의 습격을 받아 중상을 입는다.
제2차 세계 대전이 끝나고 헌법 개정에 대한 움직임이 높아지면서, 내각의 헌법문제조사회 고문이나 추밀고문관 등으로 헌법 개정에 참여했다. 그러나 국민주권의 원리에 근거한 헌법개정은 국체의 변경이라는 이유로 반대하면서, ‘구 자유주의자의 한계’라고 불렸다. 국민주권의 원리에 근거한 일본국 헌법이 성립하면서, 천황기관설은 학설로서의 운명을 마쳤다.
미노베는 헌법 개정 권력은 헌법의 근본규범에 대한 개정권은 가지지 않는다는 이유로, 일본제국 헌법과 일본국 헌법의 연속성에 대해 회의적 견해를 표명했다.

## 같이 보기
- 일본제국 헌법